# باول وليامز (سياسي بريطاني)
باول وليامز هو طبيب عام وسياسي بريطاني، ولد في 23 أغسطس 1972 في كانتربيري في المملكة المتحدة. نشط حزبياً في حزب العمال. في الانتخابات العامة في المملكة المتحدة 2017، انتخب عضو البرلمان السابع والخمسين للمملكة المتحدة ‏ عن دائرة ستوكتون الجنوبية وقد انضم خلال فترته النيابية ‏ (8 يونيو 2017 – 6 نوفمبر 2019) للكتلة البرلمانية حزب العمال.